# Chemikal Underground
Chemikal Underground  también simplemente llamada Chemikal Underground Records es una compañía discográfica independiente británica formada en 1994, por el grupo escocés de rock: The Delgados.
La discográfica es conocida por albergar en su mayoría artistas enfocados del género del post-rock. 
La mayoría de los artistas han hecho comentarios acerca de que Chemikal Underground ha sido una de las mejores discográficas en donde han fichado, un grupo que contó su experiencia laborando en Chemikal Underground fue el grupo De Rosa.
La mayoría de grupos fichados en Chemikal Underground son originarios de Escocia, aunque también se encuentran artistas de otras naciones fichadas en la discográfica.

## Algunos artistas de la discográfica
- Aereogramme
- Arab Strap
- Conquering Animal Sound
- De Rosa
- Loch Lomond
- Magoo
- Malcolm Middleton (Arab Strap)
- Mogwai
- The Delgados
- The Fruit Tree Foundation
- The Unwinding Hours